# Edat d'or (època)
L'edat d'or és el terme que s'usa en historiografia per designar el període d'esplendor d'una civilització, tema o país. Prové del tòpic literari de l'edat d'or i s'assimila a la connotació de l'or com a material del màxim guardó. Si el període està més delimitat en el temps, es pot parlar de segle d'or o fins i tot de dècada d'or. Per a posteriors períodes de similar brillantor, es pot parlar de segona edat d'or o, si es considera que no arriba al nivell de la primera però és igualment una època destacable, edat de plata.
Algunes de les edats d'or més comunes són:
- L'edat d'or d'Atenes o Segle de Pèricles
- Edat d'or de l'islam
- Segle d'or valencià
- Segle d'or espanyol
- Edat d'or anglesa o Època elisabetiana
- Segle d'or polonès
- Edat d'Or neerlandesa
- Edat d'or danesa
- Edat d'or de la literatura russa
- Gilded Age
- Edat d'or del còmic